# Marta Welander
Marta Welander és la fundadora i directora de Refugee Rights Europe, una organització que va fundar mentre estudiava un doctorat a la Universitat de Westminster. L'organització investiga la situació de les persones refugiades, sol·licitants d'asil i desplaçades a tot Europa. També recolza i participa en la iniciativa Hopetowns, amb seu en el Regne Unit i dirigida per persones refugiades.

## Activisme
Welander ha fet ús de la recerca i les campanyes realitzades per abordar, principalment, les violacions dels drets humans que les persones refudiades han de fer front a Europa. A l'abril de 2017, va donar una xerrada TED sobre el seu Projecte de Dades sobre els Drets dels Refugiats, que tenia com a objectiu omplir els buits d'informació relacionats amb les violacions dels drets humans i les normes humanitàries.
El març de 2018, la seva organització Refugee Rights Europe va publicar una nova recerca sobre la situació de les persones refugiades.